# Аділсон Луїз Анастасіо
Аділсон Луїз Анастасіо (порт. Adílson Luís Anastácio, нар. 10 січня 1959, Ігарапава) — бразильський футболіст, що грав на позиції нападника за низку бразильських команд та японський «Ямаха Моторс».

## Ігрова кар'єра
У дорослому футболі дебютував 1980 року виступами за команду «Інтернасьйонал Бебедоуро», в якій провів один сезон. 
Своєю грою за цю команду привернув увагу представників тренерського штабу клубу «Інтернасьйонал Лімейра», до складу якого приєднався 1981 року. Відіграв за команду з Лімейри наступні три сезони своєї ігрової кар'єри.
Згодом протягом 1985–1987 років грав за «Корінтіанс», «Понте-Прета», «Спорт Ресіфі» і «XV ді Жау».
З 1987 року три грав у Японії, де захищав кольори клубу «Ямаха Моторс». У цій команді продовжував регулярно забивати, в середньому 0,54 рази за кожен матч чемпіонату. У сезоні 1987/88 став у складі команди чемпіоном Японії, а наступного сезону з 11 забитими голами очолив перелік найкращих бомбардирів японської футбольної першості.
1990 року повернувся на батьківщину, до лав «XV ді Жау». Згодом встиг пограти за «Жаботікабал»,  «Інтернасьйонал Лімейра» та «Ігарапаву» з рідного міста, у якій і завершив професійну кар'єру футболіста у 1994 році.

## Титули і досягнення

### Командні
- Чемпіон Японії (1):

«Ямаха Моторс»: 1987/88

### Особисті
- Найкращий бомбардир чемпіонату Японії (1): 1988/89 (11 голів)